# KA Akureyri
Maillots
Actualités
Le Knattspyrnufélag Akureyri (KA) est un club de football islandais basé à Akureyri. Le club a été fondé en 1928 et a remporté un titre de ligue islandaise en 1989. Il est notamment connu pour ses sections de football et de handball.

## Historique
- 1928 : fondation du club
- 1928 : fusion avec le Þór Akureyri en ÍBA Akureyri
- 1974 : révocation de la fusion le club reprend le nom de KA Akureyri
- 1990 : 1re participation de la section de football à une Coupe d'Europe (C1) lors de la saison 1990/91

## Section football

### Bilan sportif

#### Palmarès
- Championnat d'Islande
  - Champion : 1989

- Championnat d'Islande de deuxième division
  - Champion : 1980, 2016

- Coupe d'Islande
  - Vainqueur : 2024
  - Finaliste : 1992, 2001, 2004, 2023

- Coupe de la Ligue
  - Finaliste : 2015 et 2023

#### Bilan européen
Note : dans les résultats ci-dessous, le score du club est toujours donné en premier
| Saison    | Compétition               | Tour                | Club                 | Domicile | Extérieur | Total             |
| --------- | ------------------------- | ------------------- | -------------------- | -------- | --------- | ----------------- |
| 1970-1971 | Coupe des coupes          | Seizièmes de finale | FC Zurich            | 0 - 7    | 1 - 7     | 1 - 14            |
| 1990-1991 | Coupe des clubs champions | Seizièmes de finale | CSKA Sofia           | 1 - 0    | 0 - 3     | 1 - 3             |
| 2003      | Coupe Intertoto           | Premier tour        | Sloboda Tuzla        | 1 - 1 ap | 1 - 1     | 2 - 2 (2 - 3 tab) |
| 2023-2024 | Ligue Europa Conférence   | Premier tour Q      | Connah's Quay Nomads | 2 - 0    | 2 - 0     | 4 - 0             |
| 2023-2024 | Ligue Europa Conférence   | Deuxième tour Q     | Dundalk FC           | 3 - 1    | 2 - 2     | 5 - 3             |
| 2023-2024 | Ligue Europa Conférence   | Troisième tour Q    | Club Bruges          | 1 - 5    | 1 - 5     | 2 - 10            |
| 2025-2026 | Ligue Conférence          | Deuxième tour Q     | Silkeborg IF         | 2 - 3 ap | 1 - 1     | 3 - 4             |

Légende
- Victoire ou qualification pour le tour suivant
- Match nul
- Défaite ou élimination de la compétition

## Section handball

### Palmarès
- Championnat d'Islande
  - Champion : 1997, 2002

- Coupe d'Islande
  - Vainqueur : 1995, 1996, 2004

### Personnalités liées au club
- Arnór Atlason, joueur, au club avant 2004
- Julián Duranona, joueur cubain naturalisé islandais, au club entre 1995 et 1997
- Alfreð Gíslason, joueur, au club avant 1980 puis entraineur/joueur entre 1991 et 1997
- Valdimar Grímsson, joueur, au club entre 1994 et 1998
- Guðjón Valur Sigurðsson, joueur, au club entre 1998 et 2001